# Letterenhuis
Het Letterenhuis te Antwerpen is het literaire archief van en voor Vlaanderen. In haar depots bewaart het 4,5 km papieren archief en 5 terabyte aan digitaal archief. Er is veel informatie over hoe schrijvers werken en over hoe literatuur ontstaat.
Daarnaast worden er literaire activiteiten georganiseerd, zoals poëzielezingen, studiedagen en boekpresentaties. Het Letterenhuis geeft zelf publicaties uit, waaronder het literair-historische tijdschrift Zacht Lawijd (veelal ZL genoemd) en het halfjaarlijkse berichtenblad Zuurvrij (voorheen Blauwdruk).

## Geschiedenis
De geschiedenis van het Letterenhuis begint in 1899, toen de stad Antwerpen het literair archief van Hendrik Conscience kocht. In 1912 werd er met dit materiaal een grote tentoonstelling ingericht, ter gelegenheid van de honderdste geboortedag van deze schrijver. De grote belangstelling deed plannen rijzen voor een permanent Consciencemuseum, maar die zijn nooit uitgevoerd. Wel werd in 1933 het Museum van de Vlaamsche Letterkunde gesticht, en ondergebracht in het oude Huis De Beukelaer aan de Minderbroedersrui waar een vaste tentoonstelling over Conscience liep. Vanaf dan begon het museum met het verzamelen van archiefmateriaal van andere Vlaamse schrijvers.
In 1944 werd het gebouw zwaar beschadigd door een V2, maar aangezien de collectie in het begin van de oorlog al in veiligheid was gebracht, was de schade aan het archiefmateriaal beperkt. Na de bevrijding kreeg de instelling de nieuwe naam Archief en Museum voor het Vlaamse Cultuurleven (AMVC). 
In 1959 werd een nieuw gebouw in gebruik genomen, dat gebouwd werd door stadsarchitect André Fivez. Het oude gebouw, om de hoek, werd voor administratieve functies behouden.
Aan het einde van de 20ste eeuw wordt nagedacht over de positie van het AMVC in het sterk veranderde museum- en archiefveld. Overleg, studies en rapporten maken duidelijk dat de zorg voor het literaire erfgoed de kerntaak van de instelling hoort te zijn. Deze beslissing klinkt ook door in de nieuwe naam, Letterenhuis. Sinds 1 januari 2004 is het Letterenhuis door de Vlaamse overheid erkend als het literaire archief van en voor Vlaanderen.
In 2022 werd de permanente tentoonstelling ontmanteld. Het Letterenhuis maakt zich klaar voor de toekomst: de vrijgekomen ruimte op de begane grond wordt heringericht voor externe ‘bewoners’ die zich met literair archief bezighouden. Publieksactiviteiten en wisselende presentaties blijven plaatsvinden, zowel in eigen huis als op locatie.

## Collectie
In het archief van het Letterenhuis bevinden zich zo’n twee miljoen brieven, manuscripten, documenten en portretten van Vlaamse auteurs uit de 19de, 20ste en 21ste eeuw. Daarnaast omvat de collectie zo’n 130.000 foto's, 40.000 affiches, schilderijen, grafiek en beeldhouwwerk, naast een uitgebreid knipsel- en documentatiesysteem. Collectiestukken kunnen in de leeszaal worden geraadpleegd voor onderzoek.
Enkele hoogtepunten uit de collectie zijn uitgebreide auteursarchieven. De archieven werden verworven van onder anderen Willem Elsschot, Louis Paul Boon, Paul van Ostaijen, Karel van de Woestijne en Hugo Claus. Onder de geschonken archieven bevinden zich die van Tom Lanoye, Johan Daisne, Ivo Michiels, Hugo Raes, Paul De Wispelaere, Kamiel Vanhole, Angèle Manteau, Jan Decorte en Wannes van de Velde. In 2017 werd een deel van het archief van Literair Gent overgebracht.

### Klapper
In 1955 verscheen de eerste klapper: een trefwoordenoverzicht van alles waarover het AMVC archiefmateriaal bewaart. De gedrukte klapper werd in 1985 vervangen door een geautomatiseerde versie. Vanaf 1996 is informatie over de collectie te vinden in de online databank Agrippa en in 2024 werd een nieuwe collectiedatabank in gebruik genomen.

## Uit de collectie

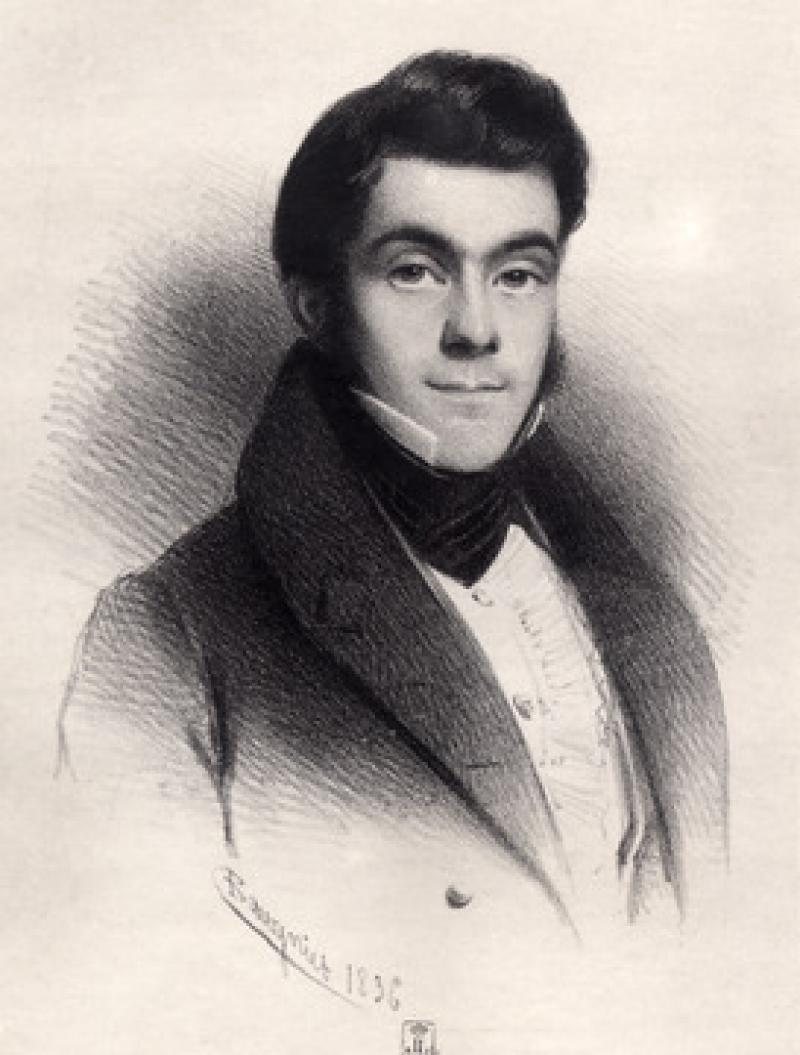
Tekening van Philip Blommaert door Baugniet (1836)
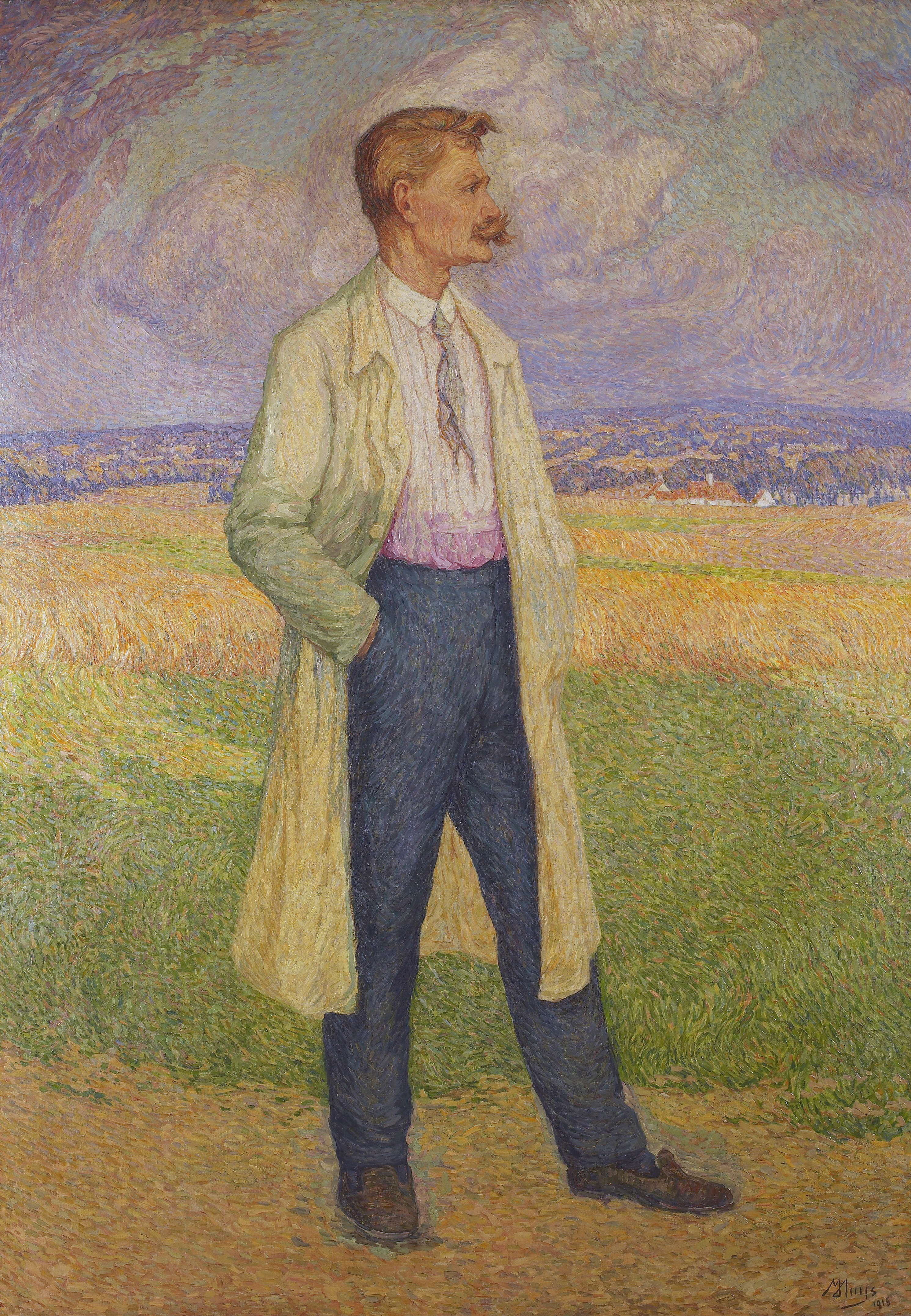
Stijn Streuvels door Modest Huys
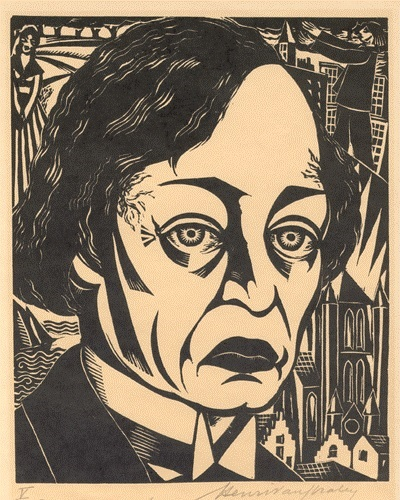
Karel van de Woestijne door Henri Van Straten
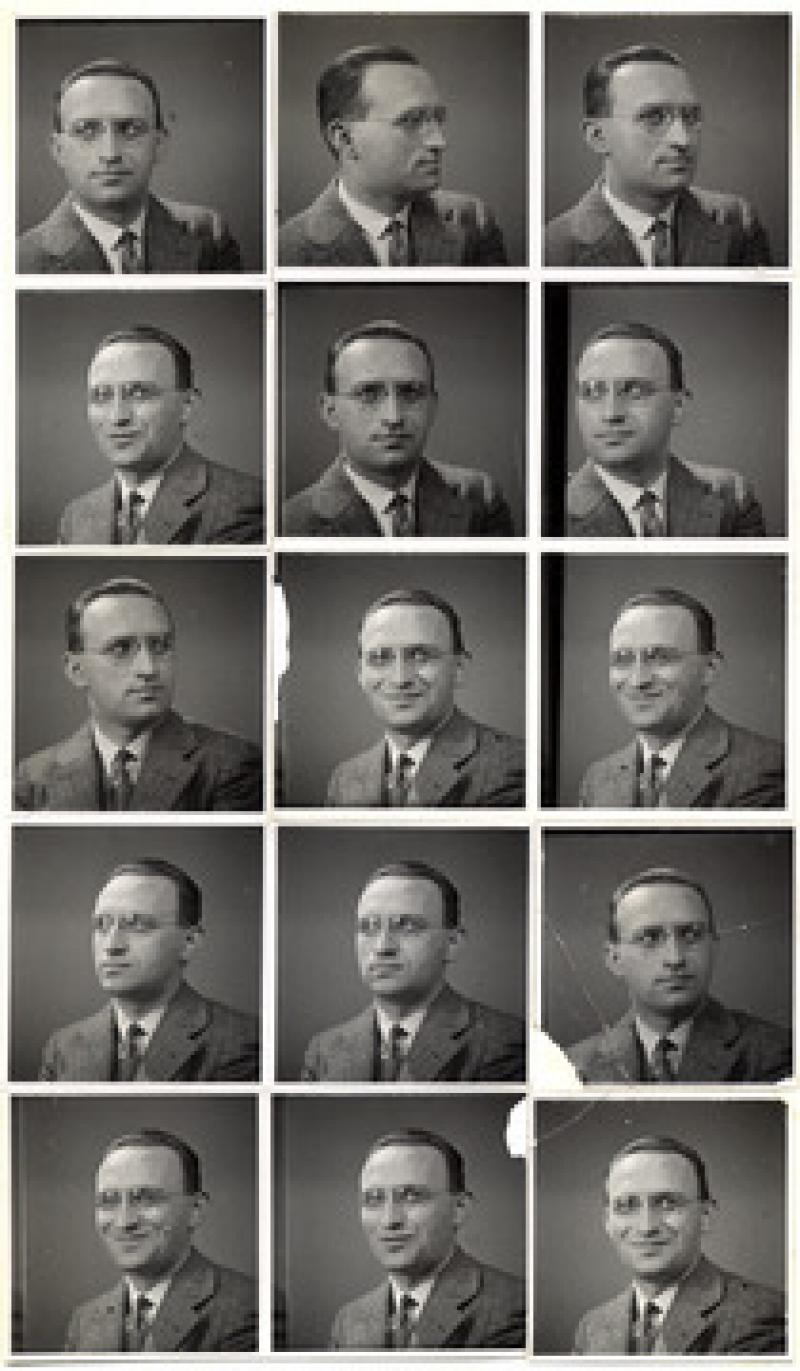
Marnix Gijsen
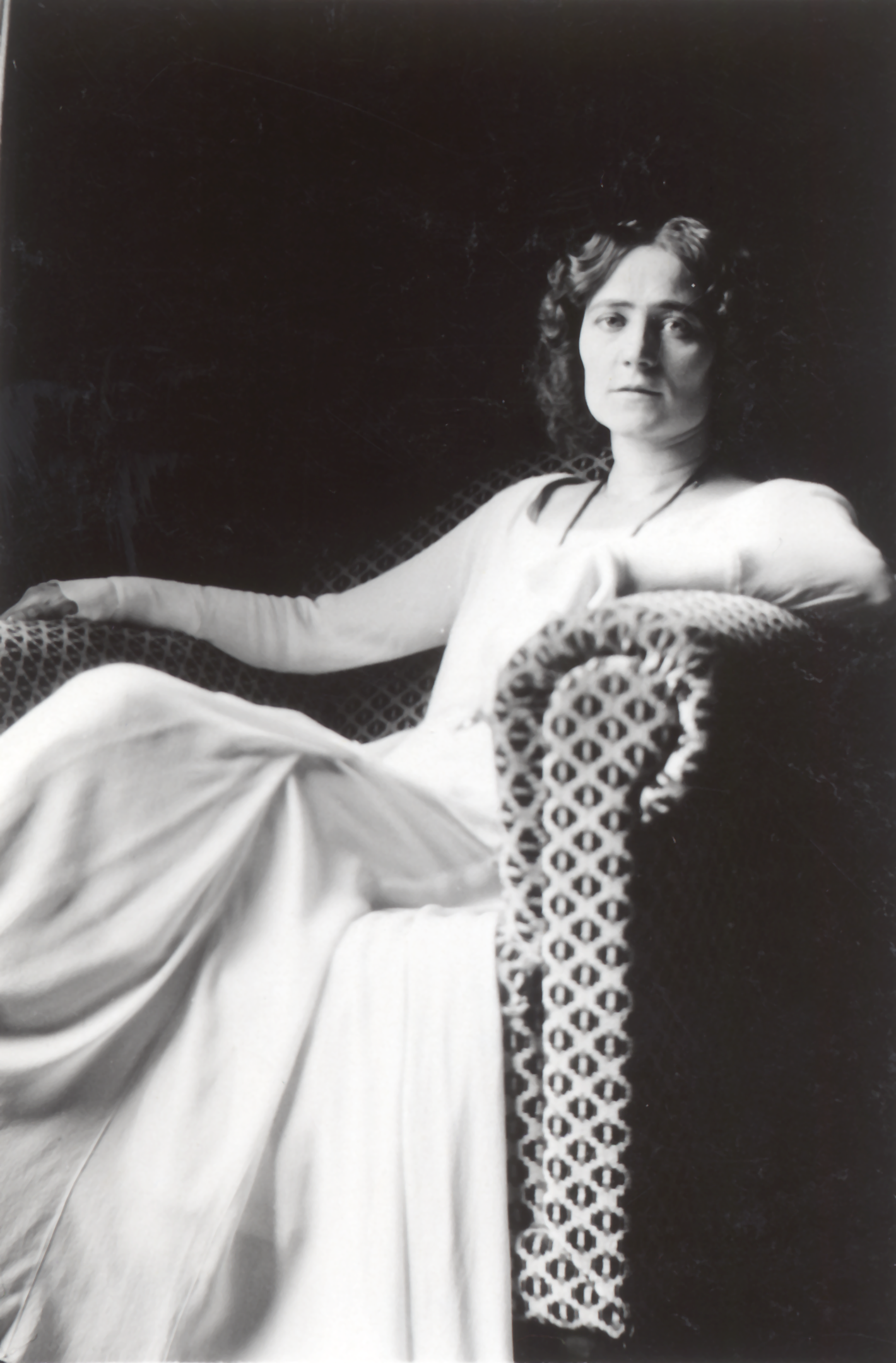
Alice Nahon

### Overzicht van thematische tentoonstellingen
| Jaar    | Thema                                                | Omschrijving                                                                                                |
| ------- | ---------------------------------------------------- | --- |
| 2002    | Leeuwen van Vlaanderen                               | Expo over het begin van de moderne literatuur in Vlaanderen                                                 |
| 2003    | Expo 'Eindelijk! Lanoye genaaid, gebonden & in leer' | Klank, beeld en bibliofiele edities: Tom Lanoye als museumobject                                            |
| 2003    | Godfried Bomans, de fluwelen duivel                  | Tentoonstelling over het archief van Godfried Bomans                                                        |
| 2005    | Jeroen Brouwers                                      | Tentoonstelling over het archief van Jeroen Brouwers                                                        |
| 2006    | Verre horizonten                                     | Expo over hoe schrijvers omgaan met grenzen tussen culturen, talen, volkeren, landen en mensen              |
| 2008    | Installatie van Johan van Geluwe                     | Johan van Geluwe reflecteert over 75 jaar Letterenhuis en over het nut van culturele archiefinstellingen    |
| 2009    | Dooreman naar de letter                              | Overzichtstentoonstelling van affiche-ontwerper, boekvormgever en graficus Gert Dooreman                    |
| 2010    | Dicht bij Elsschot                                   | Overzichtstentoonstelling over Willem Elsschot als schrijver, zakenman en Antwerpenaar                      |
| 2012    | Villa Isengrimus                                     | Overzichtstentoonstelling over Louis Paul Boon naar aanleiding van het Boonjaar 2012                        |
| 2013    | HAUSER.Expo. Een multimediaal epos                   | Tentoonstelling over Kaspar Hauser en de brievenwisseling tussen dichters Annemarie Estor en Lies van Gasse |
| 2014    | Verre vrienden. Brieven van buitenlandse schrijvers  | Contacten tussen Vlaamse en buitenlandse auteurs en kunstenaars                                             |
| 2015    | De Beukelaer's Fabrieken                             | Foto’s, film en objecten uit 1925 en 2015 van Jimmy Kets en de archieven van De Beukelaer                   |
| 2015-16 | On the Job for Victory                               | Amerikaanse oorlogsaffiches uit de Eerste Wereldoorlog                                                      |
| 2016-17 | Escaut! Escaut!                                      | Een literaire Scheldereis                                                                                   |
| 2017-18 | Hugo Claus                                           | Het archief van Hugo Claus                                                                                  |